# 魯道夫星曆表
魯道夫星曆表 (拉丁語：Tabulae Rudolphinae)包括星表和行星表，是约翰内斯·开普勒使用第谷（1546-1601年）觀測和蒐集的資料，在1627年發表的。這個曆表為了紀念神聖羅馬帝國的魯道夫二世而被稱為"魯道夫星曆表"（Rudolphine）。

## 以前的表
星曆表已經有好幾個世紀的歷史，並且被用來記錄行星相對於恆星的相對位置（特別是用於占星術的黃道12星座），並用來建構特定日期的天宮圖。直到16世紀末一直被廣泛使用的阿方西內星曆表，最早是在13世紀編制，並且以後定期更新。這是依據托勒密，地心說建立的太陽系模型編製的。雖然阿方西內星曆表不是很準確的，但是沒有其它可以取代的，所以一直被使用著。
在1551年，隨著哥白尼發表的天體運行論，伊拉斯慕士·萊因厚德（Erasmus Reinhold ）依據日心說的太陽系模型編製了普魯士星曆表，但並未能比之前的星曆表更準確。

## 第谷的資料和克卜勒的太陽系模型
第谷的一生大部分的時間都用在測量行星和恆星的位置，並且得到比以前更為精確的數值。他希望這些觀測可以做為製作一套全新和更準確星曆表的基礎。克卜勒籌備使用第谷精確的觀測，和他自己發現的行星橢圓軌道，建立起太陽系的日心說模型，編製出新的星曆表。藉助於新出版的對數表，簡化和使計算更精確，並且不易出差錯。

## 發表

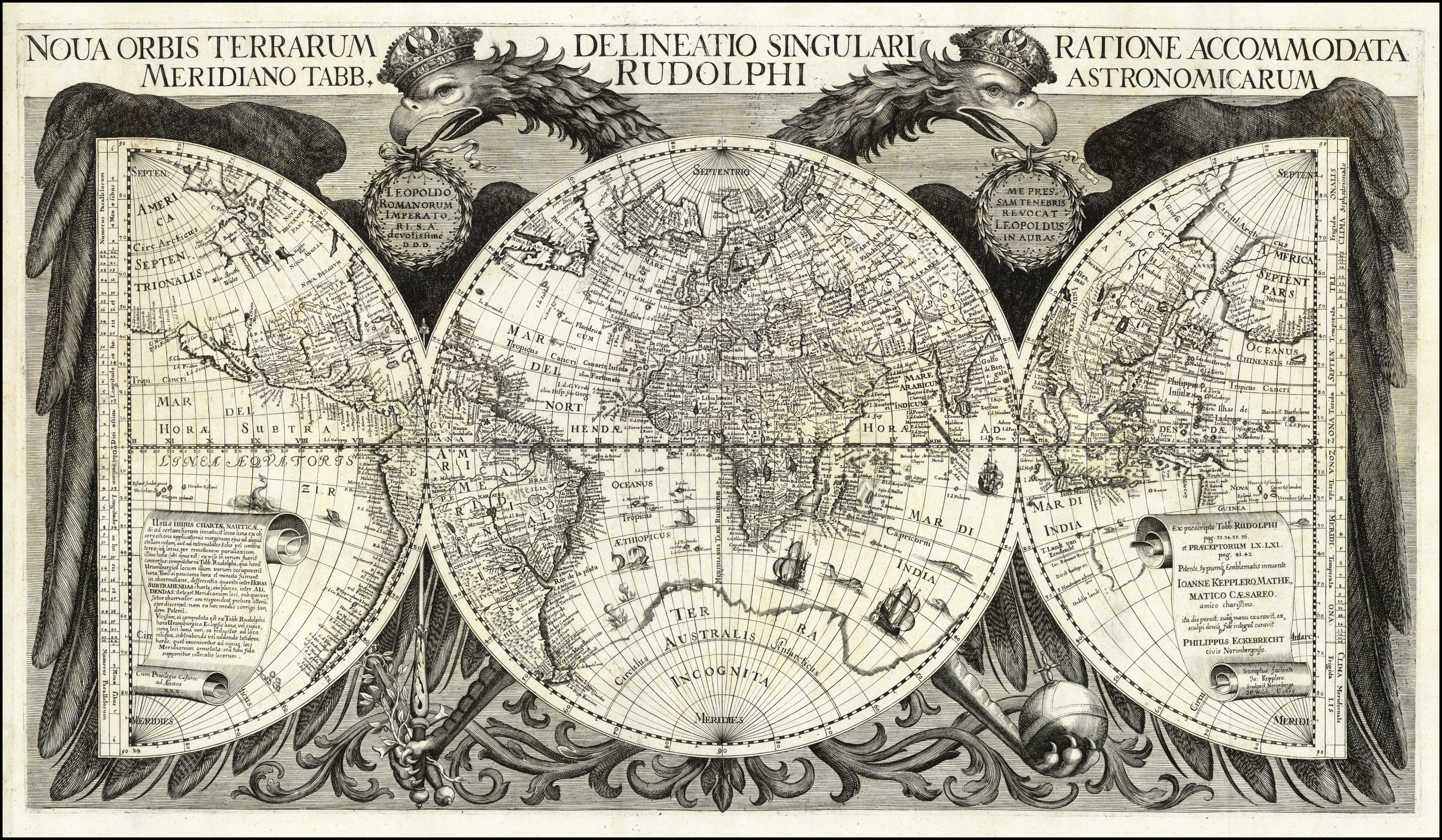
出自魯道夫星曆表的世界地圖。

當魯道夫星曆表發布的同時，克卜勒的經濟狀況已經是捉襟見肘，並且對抗許多第谷的親朋好友。這些人是在出版的過程中虎視眈眈的，一再試圖掌控這些觀測資料和從出版物獲得利潤。他們辯稱第谷的工作是它們自己家族的利潤，並不屬於第谷的競爭對手。克卜勒反辯這是在第谷逝世前的許多年，他一直和第谷合作進行觀測得到的資料。克卜勒進一步辯稱他本人負責絕大部分的計算和資料的組織。最後，克卜勒贏得星曆表的控制並且得以自行印製，而第谷的家族從這兒未能得到任何好處。
第谷本來要將這份星曆表呈獻給魯道夫二世，但是在1627年，星曆表印出來時，魯道夫二世已經駕崩，所以這份星表被呈獻給斐迪南二世皇帝，但是依然被稱為魯道夫星曆表。星曆表中包含1,006顆第谷重新測量位置的恆星，還有超過400顆是來自托勒密和拜耳，以及記載太陽系行星位置的表。表內包含許多對數和反對數的功能表，以及令人信服的計算行星位置的例子。
這份星曆表中的恆星位置精確度都在1弧分以內，並且首度包含了大氣折射的修正因素。這份星曆表精確到可以讓皮埃爾·伽桑狄預測和觀測1631年的水星凌日，並且讓傑雷米亞·霍羅克斯觀測1639年的金星凌日。

## 外部連結
- Universitätsbibliothek Kiel – Digiport: Tabulæ Rudolphinæ （页面存档备份，存于） - Bartsch version from 1627, with appendices on Schiller's Christian constellations and Bartsch'es own constellation innovations.

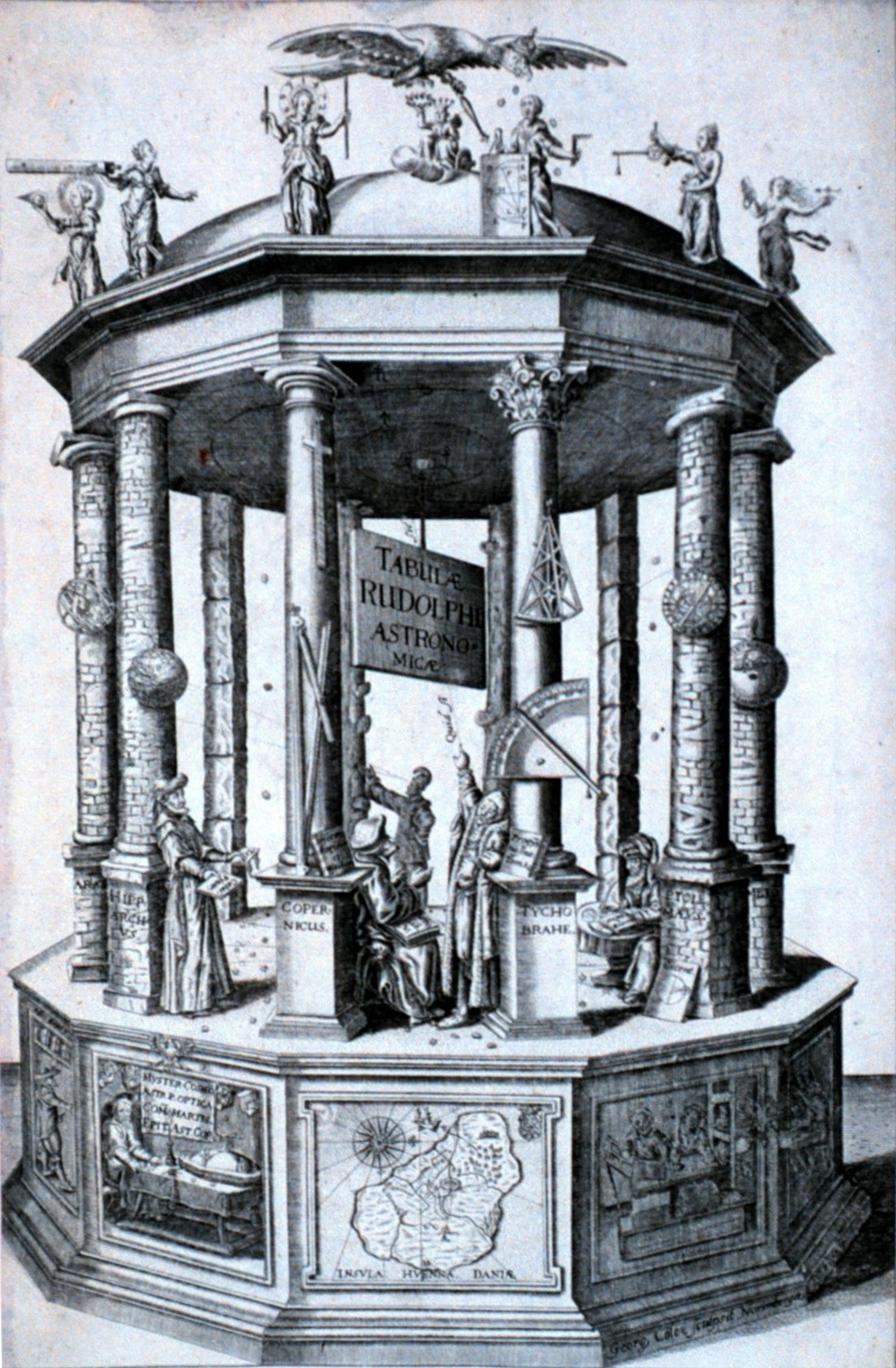
魯道夫星曆表在卷首的插圖標示出過去為大的天文學家：伊巴古、托勒密、哥白尼和最突出的第谷。

- Johannes Kepler, Tabulae Rudolphinae
- TabvlæRudolphinæ qvibvs astronomicæ scientiæ （页面存档备份，存于） ... Typis J. Saurii, 1627. From the Rare Book and Special Collections Division （页面存档备份，存于） at the Library of Congress